# Drombulje
Drombulje su jedan od najstarijih muzičkih instrumenata.
Drombulja se sastoji od savitljivog metalnog ili bambusovog jezička koji je pričvršćen na okvir. Ovaj jezičak svirač okida prstom dok je drombulja prislonjena na zube ili usta. Tako se dobija nota koja je uvek iste visine. Međutim, menjanjem količine vazduha u ustima mogu se dobiti različiti alikvotni tonovi, te je tako moguće proizvesti jednostavnije melodije. 
Instrument je poznat u mnogim kulturama, ima više od 40 naziva. Često je upotrebljavan u šamanskim ritualima i verovalo se da ima magična svojstva jer vibracije koje izaziva (pošto glava služi kao rezonantna kutija) dok se svira mogu indukovati stanje lakšeg transa kod onoga ko ih svira. 
Na Balkanu ovaj instrument je poznat po filmu Ko to tamo peva, gde tokom filma mlađi muzičar svira drombulje, prateći starijeg koji svira harmoniku.

## Spoljašnje veze
- Drombulje (Jew's Harp) iz različitih delova sveta.